# Zone VII: Part II
Zone VII: Part II (voluit: Zone 7 Part II - The Battle Continues) is een videospel voor de Commodore 64. Het spel werd uitgebracht in 1987 door Radarsoft. John Vanderaart ontwierp dit singleplayerspel en componeerde de muziek.

## Ontvangst
| Beoordeeld door | Jaar | Platform     | Score |
| --------------- | ---- | ------------ | ----- |
| Zzap!           | 1989 | Commodore 64 | 23%   |